# J-Horror
 (avril 2010).
Si vous disposez d'ouvrages ou d'articles de référence ou si vous connaissez des sites web de qualité traitant du thème abordé ici, merci de compléter l'article en donnant les références utiles à sa vérifiabilité et en les liant à la section « Notes et références ».
J-Horror est un terme désignant la littérature et le cinéma d’horreur du Japon. La J-Horror est distincte par ses thématiques et son traitement unique par rapport à l’Occident. La J-Horror est plus axée sur l’horreur psychologique, la création de tension. Ce genre traite de fantômes, poltergeists, possession, chamanisme.

## Origines
Les origines de la J-Horror remontent aux histoires de fantômes des ères Edo et Meiji. Mais le mouvement en tant que tel apparaît au début des années 1990, avec la publication en 1993 du roman de Masako Bandō (坂東 眞砂子, Bandō Masako) Le Pays de la mort (死国, Shikoku), premier volume de la collection Horror des éditions Kadokawa.

## Avant garde
Le film Jikoku no keibi-in (1992) peut être considéré comme avant-gardiste durant cette période, mais c'est celui créer par Norio Tsuruta (voir paragraphe suivant) et qui lancera définitivement la vague populaire parlant des Yokai.

## Préquelle
Après la Vague d'horreur japonaise commencée en 1960 et se terminant fin des années 1980, le film Honto ni atta kowai hanashi de 1991, lance cette 2e jusqu'à l'arrivée du film Ring 1998, précédant le film Projet Blair Witch, celui-ci également parlant d'une cassette vidéo non maudite mais attirant, elle, dangereusement les promeneurs dans les bois, en faisant naître également le goût du voyeurisme critiquable pour certains, les réseaux sociaux, n'existant pas encore à ce moment-là.

## J-Horroret culture populaire
Le succès du film Ring (1998), a permis aussi à un large public occidental de découvrir pour la première fois l’image du yūrei.
Le yūrei est un fantôme japonais, qui par une expérience émotionnelle forte reste sur terre. Suivant le sentiment qui l’attache au monde physique, ils apparaissent sous un type particulier. Le plus commun dans le cinéma d’horreur japonais est le onryō, motivé par un sentiment de vengeance.
Les yūrei sont généralement des femmes même si les yūrei masculins existent. Ils portent des vêtements blancs, couleur du deuil au Japon.

## Influence de laJ-Horror
Certains films de J-Horror ont été l’objet de remakes aux États-Unis, notamment les œuvres tirées des romans de Kōji Suzuki, Ring, avec le remake Le cercle, puis plus tard, Ring 2 et Dark Water.
Ju-on a été réadapté en The Grudge, Kaïro en Pulse et La Mort en ligne en One Missed Call.
Étonnamment, certains réalisateurs des films originels ont réalisé leurs remakes. Par exemple, le réalisateur de Ring, Hideo Nakata, est le metteur en scène de Le Cercle 2. Takashi Shimizu, créateur de Ju-on, a réalisé le remake The Grudge et sa suite The Grudge 2.

## FilmsJ-Horror
- Jaganrei (1988)
- Audition (Ōdishon)
- Cure
- Cursed (Yoshihiro Hoshino, 2004)
- The Curse
- Dark Tales of Japan (série)
- Dark Water (Honogurai Mizu No Soko Kara)
- Infection (alias Kansen)
- Jigoku (1960)
- Jisatsu saakuru (alias Suicide Club ou Suicide Circle)
- Ju-on, Ju-on 2, Ju-on : The Grudge, Ju-on: The Grudge 2, Ju-on: White Ghost / Ju-on: Black Ghost, Ju-on: The Beginning of the End, Ju-on: The Final Curse, Sadako vs. Kayako
- Ju-Rei : La Malédiction (alias Ju-Rei: The Uncanny)
- Kairo (alias Pulse)
- Kakashi
- Pyrokinesis (2000)
- Marebito (2004)
- Naked Blood
- La Mort en Ligne (alias Chakushin Ari)
- La Mort en Ligne 2 (alias Chakushin Ari 2)
- La Mort en Ligne 3 (alias Chakushin Ari: Final)
- Parasite Eve
- Prémonition (Yogen)
- Reincarnation (alias Rinne)
- Ring, Rasen, Ring 2, Ring Ø: Birthday
- Shikoku
- Tetsuo
- Versus
- Tomie
- Voice
- Unholy Women
- Uzumaki

### Réalisateur de film d'horreur japonais
- Hideo Nakata
- Kaneto Shindo
- Masaki Kobayashi
- Nobuo Nakagawa
- Takashi Miike
- Takashi Shimizu
- Kiyoshi Kurosawa
- Ataru Oikawa (Tomie, basé sur le manga éponyme de Junji Itō)
- Akihiro Higuchi (Uzumaki, basé sur le manga éponyme de Ito Junji)
- Norio Tsuruta (Prémonition, Borei Gakkyu et Ring Ø: Birthday)
- Hiroshi Takahashi (scénariste de Ring, réalisateur de Kyōfu

## J-Horrordans l'anime et le manga
Certains films populaires de J-Horror sont basés sur des mangas, comme Tomie, Uzumaki et Prémonition (Yogen).
Il existe aussi des animés et manga qui adaptent certains titres devenu cultes de la littérature d'horreur japonaise, comme Another ou la saga King's game, qui sont davantage orienté vers le gore tout en gardant l'esprit de malédiction.
Shigeru Mizuki, Kazuo Umezu et Junji Itō sont les auteurs de mangas d'horreur les plus connus.

## J-Horrordans le jeu vidéo
- Clock Tower
- Corpse Party
- Forbidden Siren
- Nanashi no Game
- Ikenie no Yoru
- Project Zero
- Resident Evil
- Silent Hill
- The Evil Within